# Florence Sutton
Ne pas confondre avec May Sutton, sa sœur également joueuse de tennis.

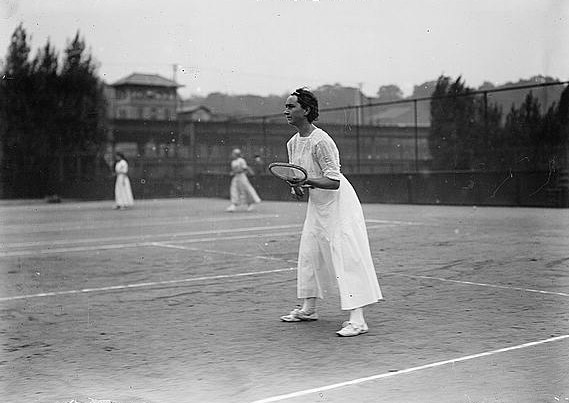
Florence Sutton

Florence Sutton, née le 2 septembre 1883 et morte le 16 octobre 1974, est une joueuse de tennis américaine du début du XXe siècle.
Restée moins célèbre que sa sœur May, elle a notamment été finaliste à la fois en simple et double dames à l'US Women's National Championship en 1911. 

## Palmarès (partiel)

### Titre en simple dames
| No | Date | Nom et lieu du tournoi | Catégorie | Surface | Finaliste | Score |  |
| -- | ---- | ---------------------- | --------- | ------- | --------- | ----- |  |
| 1  | 1911 | Canadian Championships |           | NC      | NC        | NC    |  |

### Finales en simple dames
| No | Date       | Nom et lieu du tournoi                  | Catégorie | Surface      | Vainqueure      | Score          |          |
| -- | ---------- | --------------------------------------- | --------- | ------------ | --------------- | -------------- | -------- |
| 1  | 1906       | Cincinnati tournament, Cincinnati       |           | Dur (ext.)   | May Sutton      | 7-5, 6-2       |          |
| 2  | 11/06/1911 | US National Championships, Philadelphie | G. Chelem | Gazon (ext.) | Hazel Hotchkiss | 8-10, 6-1, 9-7 | Parcours |

### Finales en double dames
| No | Date       | Nom et lieu du tournoi                 | Catégorie | Surface      | Vainqueures                    | Partenaire    | Score         |          |
| -- | ---------- | -------------------------------------- | --------- | ------------ | ------------------------------ | ------------- | ------------- | -------- |
| 1  | 1906       | Cincinnati tournament Cincinnati       |           | Dur (ext.)   | May Sutton Marjorie Dodd       | Lula Belden   | 6-3, 3-6, 6-3 |          |
| 2  | 11/06/1911 | US National Championships Philadelphie | G. Chelem | Gazon (ext.) | Hazel Hotchkiss Eleonora Sears | Dorothy Green | 6-4, 4-6, 6-2 | Parcours |

## Parcours en Grand Chelem (partiel)
Si l’expression « Grand Chelem » désigne classiquement les quatre tournois les plus importants de l’histoire du tennis, elle n'est utilisée pour la première fois qu'en 1933, et n'acquiert la plénitude de son sens que peu à peu à partir des années 1950.

### En simple dames
| Année | - | - | Championnat de France | Championnat de France | Wimbledon | Wimbledon | US National | US National     |
| 1911  | - | - | -                     | -                     | -         | -         | Finale      | Hazel Hotchkiss |

À droite du résultat, l’ultime adversaire.

### En double dames
| Année | - | - | Championnat de France | Championnat de France | Wimbledon | Wimbledon | US National          | US National           |
| 1911  | - | - | -                     | -                     | -         | -         | Finale Dorothy Green | H. Hotchkiss E. Sears |

Sous le résultat, la partenaire ; à droite, l’ultime équipe adverse.